# Haute autorité de l'audit
La Haute Autorité de l’audit, abrégé en H2A, est le régulateur de la profession de commissaire aux comptes en France et des autres professionnels de l’audit. Elle prend la suite à partir du 1er janvier 2024 du Haut conseil du commissariat aux comptes (H3C),, abrégé H3C, créée comme autorité publique indépendante par la loi de sécurité financière du 1er août 2003. Son autonomie financière et son indépendance pour l’exercice de ses missions sont prévues par le code de commerce. 
L'ordonnance n° 2023-1142 du 6 décembre 2023 a ainsi renommé le H3C en H2A, pour faire en sorte que l'ensemble des professionnels procédant à l'audit des informations en matière de durabilité, qu'ils soient commissaires aux comptes ou auditeurs des informations en matière de durabilité au sein d'OTI, soient supervisés par le même superviseur.  
Les missions de la Haute Autorité sont définies à l’article L. 820-1 du code de commerce.
Le rapport au Premier ministre accompagnant l’ordonnance n° 2023-1142 du 6 décembre 2023 portant transposition de la directive européenne CSRD indique que le choix d’étendre les compétences de l’ancien Haut conseil du commissariat aux comptes, qui assurait le rôle de superviseur des commissaires aux comptes, permet de respecter la logique de la directive, qui s'appuie sur les règles applicables aux auditeurs, d'unifier la régulation des professionnels et de rendre le paysage institutionnel lisible en matière d'audit légal.

## Présentation

### Les missions de la H2A
En tant que régulateur de la profession de commissaires aux comptes, la Haute autorité exerce les missions dévolues précédemment au H2C.
•       Inscrire les commissaires aux comptes
Le H3C procède à l'inscription des commissaires aux comptes, personnes physiques ou sociétés, ainsi qu’à celle des contrôleurs de pays tiers. Il tient également les listes prévues à cet effet et les met à jour en prenant en compte toutes les modifications concernant les mentions qui y figurent (radiation, omission, suspension, changement d’adresse de forme juridique, de dirigeant, etc.). 
Faisant usage de la faculté qui lui est offerte par le II de l’article L. 821-1 du code de commerce, la Haute Autorité, par convention homologuée par le garde des Sceaux le 25 avril 2017, a délégué à la Compagnie nationale des commissaires aux comptes (CNCC) la réalisation des tâches relatives à l'inscription des personnes physiques ou morales sur la liste prévue au I de cet article, ainsi que la tenue et la mise à jour de cette liste, à l'exception des mises à jour résultant de décisions disciplinaires. L’inscription des contrôleurs de pays tiers, qui ne pouvait pas être déléguée, est directement réalisée par le H3C.
•       Définir le contenu de la formation continue des commissaires aux comptes et veiller au respect des obligations des professionnels en la matière
La Haute Autorité définit les orientations générales et les différents domaines sur lesquels l'obligation de formation continue des commissaires aux comptes peut porter et veille au respect des obligations des commissaires aux comptes dans ce domaine. 
Faisant application du II de l’article L. 821-1 du code de commerce, la Haute Autorité a délégué à la CNCC, par convention homologuée par le garde des Sceaux le 3 mai 2017, la réalisation des tâches relatives au suivi du respect des obligations de formation continue des commissaires aux comptes. 
•       Adopter les normes d’exercice des commissaires aux comptes
La Haute Autorité adopte les normes relatives à la déontologie des commissaires aux comptes, au contrôle interne de qualité et à l'exercice professionnel. Homologuées par arrêté du garde des Sceaux, ces normes guident et sécurisent la démarche du commissaire aux comptes. Une commission composée à parité de membres du collège du H3C et de commissaires aux comptes est placée auprès de la Haute Autorité afin d'élaborer les projets de normes avant leur adoption par le H3C et leur homologation par le garde des Sceaux.
•       Accorder des dérogations
Composé du Président et de deux autres membres du collège de la Haute Autorité, le bureau, accorde aux commissaires aux comptes certaines dérogations à l'application des textes relatifs à la rotation des associés et à la réalisation de services autres que la certification des comptes. Il peut également être saisi de questions particulières.
•       Contrôler la qualité de l’activité des commissaires aux comptes
Le H3C définit le cadre et les orientations du contrôle de l’activité professionnelle des commissaires aux comptes. Les contrôles ont pour objet de s’assurer du bon exercice du commissariat aux comptes et de l’encourager. Ils permettent de vérifier la conformité de l’exercice du commissariat aux comptes à la réglementation et d’apprécier la qualité des audits effectués par les professionnels. Lorsque des manquements sont constatés, les contrôles peuvent conduire à l’émission de recommandations ou, dans les cas les plus graves, à la saisine du rapporteur général de la Haute Autorité, en vue de l’ouverture éventuelle d’une procédure disciplinaire. 
Le H3C réalise directement les contrôles des commissaires aux comptes détenant des mandats auprès d’EIP grâce à ses contrôleurs salariés. Il supervise les contrôles des commissaires aux comptes ne détenant pas de mandats auprès d’EIP, qui sont réalisés par les instances professionnelles en application d’une convention de délégation homologuée par le garde des Sceaux, le 25 avril 2017. Il peut, toutefois, conformément aux termes de cette délégation, procéder lui-même à certains de ces contrôles.
Les contrôles effectués par le H3C s’inscrivent dans le cadre des bonnes pratiques promues par les organisations européenne et internationale qui œuvrent à harmoniser la régulation de l’audit.
•       Enquêter
Le rapporteur général de la Haute Autorité peut être saisi de tout fait susceptible de justifier l'engagement d'une procédure de sanction par les personnes habilitées à le faire et peut également se saisir des signalements dont il est destinataire. A la tête du service des enquêtes de la Haute Autorité, il mène les investigations préalables à l'ouverture éventuelle de procédures de sanction. Il établit un rapport d'enquête qu'il adresse au collège de la Haute Autorité réuni dans sa formation composée de neuf membres dite « formation statuant sur les cas individuels » qui peut décider d’ouvrir une procédure de sanction. 
Il peut également diligenter des enquêtes pour répondre aux demandes d'assistance de ses homologues étrangers au sein de l'Union européenne et autoriser les agents de ces autorités à assister aux actes d'enquête. Sous réserve de réciprocité et à la condition que l'autorité concernée soit soumise au secret professionnel avec les mêmes garanties qu'en France, il peut aussi être amené à répondre aux demandes de coopération des autorités des États non-membres de l'Union européenne exerçant des compétences analogues aux siennes.
•       Prononcer des sanctions
L’article 30 de la directive n° 2014/56/UE requiert que les États membres mettent en place des systèmes efficaces d’enquêtes et de sanctions pour détecter, corriger et prévenir une exécution inadéquate du contrôle légal des comptes. Ce pouvoir de sanction est exercé par la formation restreinte de la Haute Autorité ou les commissions régionales de discipline saisies d’une procédure de sanction. Le code de commerce définit la procédure ainsi que les personnes qui peuvent être sanctionnées, la nature des sanctions et le plafond des sanctions pécuniaires. Peuvent être mis en cause : les commissaires aux comptes, les associés et salariés du commissaire aux comptes, toute autre personne participant à la mission de certification des comptes, ainsi que leurs proches, les entités soumises à l'obligation de certification de leurs comptes et les membres de leurs organes de direction.
•       Juger en appel
La formation restreinte de la Haute Autorité est l’instance d'appel des décisions prises par les commissions régionales en matière de contentieux des honoraires.
•       Participer à la régulation européenne et internationale de l’audit
Le H3C coopère avec ses homologues dans le cadre européen et dans le cadre international, ainsi qu’avec les instances européennes de surveillance prudentielle. Il est membre des organisations européenne et internationale qui œuvrent à harmoniser la régulation de l’audit. Il s’implique également dans les processus de consultation et de dialogue mis en place entre les normalisateurs mondiaux et les organisations de coopération des régulateurs d’audit. 
Par ailleurs, en application de l’article 27 du règlement n° 2014/537/UE du 16 avril 2014, la Haute Autorité et ses homologues européens réalisent un suivi de la qualité et de la compétitivité du marché du contrôle légal des comptes des Entités d’Intérêt Public (EIP). Ce suivi permet d’apprécier le niveau de concentration de ce marché, les résultats des contrôles conduits par les régulateurs dans les cabinets, et le travail des comités d'audit. 
L'Union européenne adopte un nouveau cadre réglementaire n° 2014/56/UE imposant aux entreprises du CAC 40 de procéder à une rotation de leurs contrôleurs financiers tous les dix ans. Cette réforme révise la directive n° 2006/43/CE du 17 mai 2006 relative au contrôle légal des comptes et sera mise en œuvre à partir du mois de juin 2016.

### Composition de la H2A
Les missions confiées à la Haute autorité sont exercées par son collège composé de 14 membres. Le collège est présidé par un membre de la Cour de cassation.
Aux termes de l’article L. 821-2 du code de commerce, le collège de la Haute Autorité comprend :
-       quatre magistrats : un membre de la Cour de cassation, président de la Haute Autorité, deux magistrats de l'ordre judiciaire, un préside la formation restreinte et l’autre supplée le président de la Haute Autorité en cas d‘empêchement, un magistrat de la Cour des comptes,
-       le président de l'Autorité des marchés financiers (AMF) ou son représentant,
-       le président de l'Autorité de contrôle prudentiel et de résolution (ACPR) ou son représentant,
-       le directeur général du Trésor ou son représentant,
-       un professeur des universités spécialisé en matière juridique, économique ou financière,
-       quatre personnes qualifiées en matière économique et financière : la première choisie pour ses compétences dans les domaines des offres au public et des sociétés dont les titres sont admis aux négociations sur un marché réglementé, la deuxième pour ses compétences dans le domaine de la banque ou de l'assurance,  la troisième pour ses compétences dans le domaine des petites et moyennes entreprises, des personnes morales de droit privé ayant une activité économique ou des associations, la quatrième pour ses compétences en matière de comptabilité nationale et internationale,
-       deux commissaires aux comptes ayant cessé leur activité.
Un commissaire du Gouvernement auprès de la Haute Autorité est désigné par le garde des Sceaux. Il siège avec voix consultative et n’assiste pas aux délibérations de la formation restreinte. Les fonctions de commissaire du Gouvernement sont assurées par le directeur des affaires civiles et du Sceau ou son représentant.
Les instances de décisions
La formation plénière traite des questions générales qui ne relèvent pas de la compétence des autres formations. 
Le collège réuni en formation plénière émet des avis de portée générale relatifs au commissariat aux comptes. Il adopte les projets de normes, il définit les orientations générales relatives à la formation continue et aux contrôles, et répond aux questions soulevées par l’application des textes réglementant l’activité des commissaires aux comptes afin d’en faciliter l’application. Il définit la stratégie internationale du H3C et les positions prises par celui-ci au sein de l’Union européenne et à l’extérieur de celle-ci. Enfin, il décide du fonctionnement de la Haute Autorité. 
La formation restreinte du collège statue sur les procédures de sanction pendantes devant elle et connaît en appel du contentieux des honoraires. Présidée par un magistrat de l’ordre judiciaire autre que le président de la Haute Autorité, elle est composée de cinq membres du collège.
La formation statuant sur les cas individuels est chargée d'examiner les cas individuels nécessitant une prise de position de la Haute Autorité en dehors des procédures confiées à la formation restreinte. Elle peut : 
-       prendre des décisions relatives à l’inscription des commissaires aux comptes, 
-       statuer sur des saisines individuelles,
-       se prononcer sur les suites à donner aux contrôles lorsque ceux-ci ont mis en évidence des défaillances susceptibles de nécessiter l’émission de recommandations voire l’ouverture d’une enquête,
-       à l’issue d’une enquête, et sur le rapport qui lui en est fait par le rapporteur général, décider d'ouvrir une procédure disciplinaire,
-       dans le cadre d’une procédure disciplinaire ouverte, après dépôt par le rapporteur général d’un rapport final prenant en compte les observations formulées par les personnes mises en cause, et si elle décide de poursuivre, désigner la formation compétente pour statuer : commission régionale de discipline ou formation restreinte de la Haute Autorité.